# 755 Quintilla
A 755 Quintilla (ideiglenes jelöléssel 1908 CZ) a Naprendszer kisbolygóövében található aszteroida. Joel Hastings Metcalf fedezte fel 1908. április 6-án.